# Trol (internet)
Um trol ou troll, na gíria da Internet, designa uma pessoa cujo comportamento tende sistematicamente a desestabilizar uma discussão e a provocar e enfurecer as pessoas nela envolvidas, o acto de trolar, denominado trolagem. O termo troll surgiu na Usenet, derivado da expressão trolling for suckers ("agindo como um trol para os trouxas"), identificado e atribuído aos causadores das sistemáticas flamewars. O comportamento do troll pode ser encarado como alguém que busca constantemente atrapalhar o discurso racional. 
Aconselha-se que, para desencorajar o comportamento, o melhor a fazer será ignorá-lo.
O trol é uma criatura tipicamente malévola no folclore nórdico, com pouca inteligência e que evita a luz. Na mitologia nórdica quando o deus Odin se encontrou com o rei dos trolls (criaturas mitológicas) perguntou o que era necessário para que a ordem vencesse o caos. O rei dos trolls respondeu: "me dê um olho seu que eu lhe digo". Odin arrancou um olho e entregou ao rei dos trolls, ele então respondeu: "o segredo é manter os dois olhos bem abertos".

## Formas de agir
Há trolls de todo tipo, desde o mais ignorante e rude que ofende e provoca floods, até ao mais erudito que discursa com o objetivo de destabilizar o interlocutor e levá-lo à fúria para depois desqualificá-lo, matando seu argumento e abalando a sua reputação num fórum. Para o troll, a reação a um comentário polêmico é considerada uma diversão, uma forma de extrair prazer na indignação das pessoas e observar seu desequilíbrio emocional e mental.
Há várias sistemáticas desenvolvidas por trolls para atuar num fórum de Internet, entre elas:
- Jogar a isca e sair correndo: consiste em postar uma mensagem incendiária, bastante polêmica, já esperando uma grande reação em cadeia. Porém o troll não se envolve mais na discussão; ele some após a mensagem original e se diverte com a repercussão. Uma forma mais branda é postar notícias polêmicas só para observar a reação da comunidade.
- Induzir a baixar o nível: alguns trolls testam a paciência dos interlocutores, induzem e persuadem a pessoa a perder o bom senso na discussão e apelar para baixaria e xingamentos. Com isso, o troll "queima o filme", consegue que a pessoa se auto-difame na comunidade por ter descido a um nível tão baixo.
- Repetição de falácias: outro método usado que induz à fadiga intelectual, em que o troll repete seu conjunto de falácias até que leve seu interlocutor à exaustão, vencendo a discussão por abandono do oponente.
- Desfile intelectual: um troll pode ter bom nível intelectual, vocabulário sofisticado diante dos outros discursantes, desfilar referências e contradizer os argumentos dos rivais por conhecimento e pesquisa, muitas vezes os expondo ao ridículo e questionando sua formação educacional.
- Transpor autoria: é muito comum também um troll acusar sua vítima de ser um troll para tirar de si a identificação como tal, abrindo caminho para alternativas anteriores.
- Ludibriar o leitor: é usado principalmente por postagens de blogues ou em comentários dos mesmos, onde normalmente o material enviado é de procedência duvidosa, ou falta com a verdade.
- Migrar o tema: o troll levanta questões aparentemente pertinentes ao tema, inserindo aspetos onde esteja melhor preparado para se pronunciar mesmo que isso custe o desfoque do cerne da questão, objetivando um ponto onde possa desestabilizar o oponente do debate.

### Motivações
O que motiva um troll a agir geralmente são: autoafirmação, ideologia, fanatismo, ou simplesmente ociosidade. Em entrevistas na Usenet, trolls famosos confessaram que buscavam apenas um pouco de atenção e combater o tédio do cotidiano. A maioria deles também ortava alguma característica mal resolvida de personalidade, como trauma, fracasso financeiro e amoroso e até diagnósticos psiquiátricos.[carece de fontes?]

### Grupos
Alguns trolls simpatizantes por determinado assunto agem em grupo, muitas vezes numerosos. Dentro desse grupo alguns tem papel na argumentação, outros na ridicularização e outros apenas na concordância, intimidando o adversário emocionalmente e quase sempre o levando a abandonar a discussão. É muito difícil combater trolls em grupo, sendo um moderador necessário para banir todos em caso de persistência.[carece de fontes?]
Em certos fóruns esses indivíduos podem ser forjados por uma única pessoa, respondendo por várias pessoas virtuais diferentes para embasar sua própria opinião. Esse recurso é conhecido como clone e sua eficácia depende da eficiência do moderador de um fórum que pode identificar clones por números IP.[carece de fontes?]
Há casos de um moderador se aliar a um grupo de trolls e atraírem vítimas a expor a sua opinião e discordância aos temas debatidos mas que logo em seguida são massacrados por todos. Isso gera o sentimento de satisfação à todos da comunidade. Esse fenómeno é recente e foi observado em blogues e comunidades do Orkut, onde os moderadores/autores actuavam por meio da intolerância, preconceito e provocação (disfarçados de opinião) e junto formavam um elo comunitário de autoafirmação.[carece de fontes?]

## Processo
Como descrito por Robert Bond em The International Review of Law, Computers & Technology (Revisão Internacional da Lei, Computadores e Tecnologia), trolls frequentemente demonstram um comportamento padrão:
| “ | O artigo "The Art of trollling" (A Arte de um trolll), publicada na web, considera que um "trolll" não é um monstro rabugento que vive embaixo de uma ponte abordando passantes, mas mais alguém que posta sua opinião com a intenção de produzir um grande volume de respostas levianas. O conteúdo de uma postagem de um trolll costuma atingir diversas áreas. Pode consistir numa aparente contradição tola do senso comum, uma ofensa deliberada aos leitores ou um largo pedido para postagens sequenciais. | ” |

## Combate

Representação do jargão "Não alimente os trolls; em inglês: Don't Feed the Trolls"

Para combater trolls de forma eficiente, aos usuários e frequentadores de comunidades apenas uma grande eficiente regra: não alimente os trolls. (do inglês Don't feed the trolls). Significa ignorar completamente alguém que se comporta como troll mesmo que a vontade de responder seja grande. Um troll não tem nada a perder, ele sempre vai voltar e incomodar — ele precisa de atenção para obter prazer e ser bem sucedido. Ignorando um troll os usuários não apenas intimidam seu ato como também provocam profundo desgosto e frustração nele. Isso nem sempre é fácil e exige às vezes muito esforço da comunidade por meses, mas o método é eficiente. Se ninguém absolutamente dá atenção ao troll, ele desiste de actuar por desgosto de não conseguir resposta às suas provocações.
No caso de blogs e comunidades, apenas ignorar e evitar a frequência ao local. Por mais que sejam revoltantes em conteúdo, a presença apenas por trolls uns concordando com outros põe em xeque a credibilidade do blog/comunidade e este não mais é levado a sério.
Aos moderadores de comunidades, existem meios de evitar que um troll provoque estragos, as recomendações são as seguintes:
- Estabelecer regras rígidas de comportamento e respeito a outros usuários, e vigiar todo o conteúdo das mensagens para se certificar que nenhum direito está sendo violado.
- Cortar pela raiz comentários provocativos, banindo temporária ou permanentemente os autores e aqueles que replicarem.
- Ignorar ameaças, agir friamente em face de um clima desestabilizado.
- Não deixar se envolver ideologicamente contra a opinião do troll, isso leva à geração de novos trolls que discordam do anterior e tem respaldo do moderador.
- Verificar sempre o IP para certificar-se que não há clones. Dar um ultimato a um grupo de opinião troll quando esses começarem a passar dos limites e não hesitar de banir todos eles se o caso for de persistência.
- Uma regra mais invasiva, mas não tão bem vinda é deletar todas as mensagens do troll a ponto de que ele tenha todos os seus comentários deletados, gerando cansaço e desistência. Esta regra é eficiente, mas muito perigosa, pois pode afastar contribuidores legítimos apenas levantando pontos de polêmica na comunidade. É também usada como meio de ferramenta de um moderador censor, o que pode arruinar a comunidade e sua reputação.

## Cultura popular

Representação caricaturada de um troll, conhecida como trollface

A trollface é uma figura usada como um meme na Internet para representar um troll, sendo reiteradamente compartilhada e publicada em redes sociais quando se quer representar provocação a alguém ou a alguma pessoa. Esta imagem surgiu em 2008 no site DeviantArt, publicada pela primeira vez pelo usuário Whynne, que a descreveu como uma tentativa fracassada de desenhar um roedor. Figura em vários jogos.